# Liskovac (Gradiška)
Pour les articles homonymes, voir Liskovac.
Liskovac (en serbe cyrillique : Лисковац) est un village de Bosnie-Herzégovine. Il est situé dans la municipalité de Gradiška et dans la république serbe de Bosnie. Selon les premiers résultats du recensement bosnien de 2013, il compte 1 367 habitants.

## Démographie

### Évolution historique de la population dans la localité
| 1948 | 1953 | 1961 | 1971 | 1981  | 1991  | 2013  |
| ---- | ---- | ---- | ---- | ----- | ----- | ----- |
| -    | -    | 539  | 955  | 1 299 | 1 467 | 1 367 |

|  |